# أورشا
أورشا (بالإنجليزية: Orsha) هي مدينة، تتبع فيتسبك أوبلاست، وOrshansky Uyezd ‏، وOrsha district ‏، هي عاصمة Orsha district ‏، وOrshansky Uyezd ‏، بلغ عدد سكانها 122200  نسمة، في 2009، تبلغ مساحتها 38.90 كيلومتر مربع، رمزها البريدي هو 211030.

## الموقع
تشترك في الحدود مع:
- Orsha district [الإنجليزية]‏.

## مدن توأم
المدن التوأم:
- بالتسي[5]
- برنيك[5][6]
- Mińsk Mazowiecki [الإنجليزية]‏[5]
- Zapadnoye Degunino District [الإنجليزية]‏[5]
- Krasnogvardeysky District, Saint Petersburg [الإنجليزية]‏[5]
- تلسياي[5]
- فيازما.[5]

## أعلام
- تاتسيانا شاراكوفا
- ليف سيمينوفيتش فيغوتسكي
- فياتشسلاو سالداتسينكا
- ألياكساي خادكيفيتش